# Anawhata

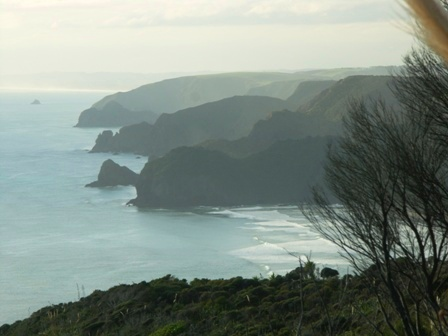
Blick von Piha nach Norden auf die Strände von Anawhata, Bethells und Muriwai

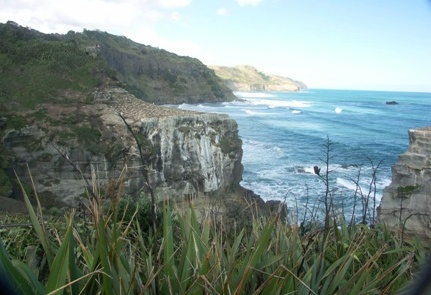
Blick von Muriwai südwärts nach Anawhata

Anawhata ist ein Strand an der Westküste der Nordinsel von Neuseeland.

## Geographie
Der Strand gehört administrativ zum Auckland Council und ist rund 40 km oder eine 50-minütige Autofahrt von Auckland entfernt. Der Zugang zum Strand ist nur über eine lange, unbefestigte Straße, die von der Straße von Auckland nach Piha abzweigt und einen anschließenden steil abfallenden Pfad zur Küste möglich. Daher ist Anawhata einer der am wenigsten frequentierten Strände in der Umgebung Aucklands. Annähernd parallel zur Zufahrtsstraße verläuft ein Bach, der Anawhata Stream, der an der Küste in die Tasmansee mündet.
Im Süden von Anawhata befinden sich Piha, Karekare und Whatipu. Im Norden liegen Te Henga/Bethells Beach und der Ort Muriwai Beach.
Der Strand ist nicht bewacht und ist wie alle Strände der Westküste Aucklands wegen Brandungsrückstrom gefährlich.

## Geschichte
Der ortsansässige Stamm (Iwi) Te Kawerau a Maki siedelte hier mehrere hundert Jahre lang; die Māori legten zahlreiche Siedlungen und Befestigungen an.
1870 hatten Europäer hier Farmen und Sägemühlen errichtet. Eine 14 km lange Bahnlinie wurde gebaut, um die Kauri-Baumstämme nach Whatipu zu transportieren.